# Präambel des Grundgesetzes für die Bundesrepublik Deutschland

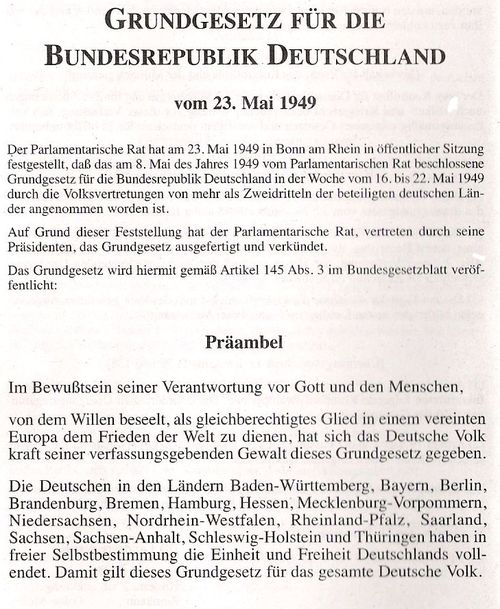
Präambel des Grundgesetzes in der Fassung des Einigungsvertrages (1990)

Die Präambel des Grundgesetzes für die Bundesrepublik Deutschland ist der Vorspruch des deutschen Grundgesetzes (GG). Nur in dieser Präambel sind die sechzehn Bundesländer namentlich aufgezählt. Der Wortlaut ist:
Im Bewußtsein seiner Verantwortung vor Gott und den Menschen,
von dem Willen beseelt, als gleichberechtigtes Glied in einem vereinten Europa dem Frieden der Welt zu dienen, hat sich das Deutsche Volk kraft seiner verfassungsgebenden Gewalt dieses Grundgesetz gegeben.
Die Deutschen in den Ländern Baden-Württemberg, Bayern, Berlin, Brandenburg, Bremen, Hamburg, Hessen, Mecklenburg-Vorpommern, Niedersachsen, Nordrhein-Westfalen, Rheinland-Pfalz, Saarland, Sachsen, Sachsen-Anhalt, Schleswig-Holstein und Thüringen haben in freier Selbstbestimmung die Einheit und Freiheit Deutschlands vollendet. Damit gilt dieses Grundgesetz für das gesamte Deutsche Volk.
Diese durch den Einigungsvertrag veränderte Fassung (Art. 3 EV) ersetzte gemäß Art. 4 EV mit der Wiedervereinigung Deutschlands am 3. Oktober 1990 die ursprüngliche Präambel des Grundgesetzes vom 23. Mai 1949 (siehe unten), nur für „eine Übergangszeit“ bis zur Vollendung der Einheit Deutschlands galt.

## Stellung zum Grundgesetz
Es ist umstritten, ob die Präambel des Grundgesetzes dessen integrierter Bestandteil ist. Dafür sprechen der Wortlaut und die systematische Stellung. Den Materialien des Parlamentarischen Rates ist einzig zu entnehmen, dass übereinstimmend davon ausgegangen wurde, dass die Präambel ersichtlich machen solle, was das Grundgesetz bezwecke, diesem seine politische und juristische Qualifikation verleihe und „rechtlich erhebliche Feststellungen, Bewertungen, Rechtsverwahrungen und Ansprüche zugleich“ enthalte.
In der Anfangszeit der Bundesrepublik sah die herrschende Meinung in der Präambel des Grundgesetzes lediglich eine Auslegungshilfe. 
Das Bundesverfassungsgericht stellte in seinem KPD-Urteil fest, dass das Wiedervereinigungsgebot in der Präambel als unmittelbare Rechtsnorm gelten müsse. 
Seitdem wird zutreffend (wenn auch überwiegend unspezifisch) nach der Art der in der Präambel getroffenen Aussagen differenziert, wie sie sich insbesondere aus ihren Sprachstrukturen ergibt; es stünden rechtlich verbindliche Staatsziele, Aussagen rein dokumentarischen Charakters und Mischformen nebeneinander. Übereinstimmend wird rein objektiv-rechtlicher Charakter angenommen.

## Gottesbezug
Historisch gesehen ist der Gottesbezug in der Präambel des Grundgesetzes ein Novum in der deutschen Verfassungsgeschichte. Weder die Paulskirchenverfassung von 1849 noch die Weimarer Verfassung von 1919 enthielten in Präambel oder Text einen Gottesbezug. 
Die Aufnahme der „Verantwortung des Volkes vor Gott“ – und somit vor einer weiteren Autorität als der des eigenen Volkes allein – wird in der Regel durch die kurz zuvor erfolgten Wirren im „Dritten Reich“ (Zeit des Nationalsozialismus) erklärt. Dieser sogenannten Verantwortungsklausel wird in der heutigen Verfassungswirklichkeit kaum unmittelbare rechtliche Relevanz zugesprochen. Diejenigen Stimmen der Wissenschaft, die für ein Mindestmaß an Rechtsrelevanz plädierten, sind in der Minderheit geblieben.
Der Gottesbezug stellt das Grundgesetz in die von der Unabhängigkeitserklärung der Vereinigten Staaten (1776) begründete Tradition, der zufolge die allgemeinen Menschen- und demokratischen Bürgerrechte theonomes, d. h. Gottesrecht betreffendes Gedankengut sind. Diese Rechte wurden aus dem biblischen Schöpfungsglauben hergeleitet: „Alle Menschen sind gleich geschaffen“, „der Schöpfer hat ihnen bestimmte unveräußerliche Rechte verliehen, zu denen Leben, Freiheit und das Streben nach Glück gehören.“ Damit folgte diese Unabhängigkeitserklärung, auf der einige Jahre später die Verfassung der Vereinigten Staaten und die US-amerikanische Bill of Rights aufbauten, dem Philosophen John Locke, der die Gleichheit der Menschen, einschließlich der Gleichheit der Geschlechter, aus Genesis (1,26 ff. ), dem Ausgangstext der theologischen Imago-Dei-Lehre, ableitete. Für Locke folgten aus dem so gewonnenen Gleichheitsprinzip unter anderem sowohl die Freiheits- und Teilhaberechte des Einzelnen als auch der Grundsatz, dass jede Regierung der Zustimmung der Regierten bedarf. Die Französische Revolution Ende des 18. Jahrhunderts löste die Menschen- und Bürgerrechte aus ihrer theologischen Verwurzelung und ersetzte sie durch die utilitaristische Lehre vom „gemeinsamen Nutzen“ (utilité commune). Dadurch wurde das Recht manipulierbar. Die jeweils an der Macht befindliche Gruppe von Revolutionären bestimmte, was der „gemeinsame Nutzen“ war, und ließ ihre politischen Gegner hinrichten. Auf diese Weise verloren mehrere Zehntausend Männer und Frauen ihr Leben. Zudem forderte der Aufstand der Vendée über 300.000 Tote. Vor allem aus diesen Gründen kritisierte z. B. Jacob Grimm in der Frankfurter Nationalversammlung 1848 die französische Haltung und forderte die Rückkehr zu den religiösen Grundlagen der Bruderschaft und Freiheit aller Menschen (Reichsverfassung vom 28. März 1849).
Das deutsche Grundgesetz folgt auch in anderen zentralen Punkten dem amerikanischen Vorbild: demokratische, republikanische Staatsform, Föderalismus, Grundrechtekatalog, Gewaltenteilung, Zwei-Kammer-Parlament (bzw. daran angelehnt) und Bundesverfassungsgericht.
Der Gottesbezug wurde immer wieder als unvereinbar mit der in Artikel 140 des Grundgesetzes geregelten Trennung von Staat und Kirche kritisiert. Der evangelische Theologe Wolfgang Ullmann beantragte im März 1993 in der Gemeinsamen Verfassungskommission erfolglos, „in der Verfassung auf Gott zu verzichten – weil der da nicht hingehört.“ Auch wurde in Frage gestellt, ob angesichts einer Gottesgläubigkeit von nur 47 % in Deutschland (laut Eurostat) im Staatsvolk überhaupt ein Minimalkonsens für das von der Präambel beschworene Bewusstsein einer „Verantwortung vor Gott“ bestehe.

## Europabezug
Die Präambel des Grundgesetzes spricht davon, dass das „Deutsche Volk“ von dem Willen „beseelt“ sei, „als gleichberechtigtes Glied in einem vereinten Europa dem Frieden der Welt zu dienen“. Auch darauf fußend hat das Bundesverfassungsgericht 2009 in seinem Lissabon-Urteil festgestellt, dass die deutsche Verfassung „auf die europäische Integration gerichtet“ sei und „ein organisiertes Miteinander in Europa“ wolle.

## Orthografie
Gegenstand mehrerer Petitionen, die Bundesregierung und Deutschen Bundestag jahrelang beschäftigt haben, war die Frage, ob das Fugen-s in verfassungsgebenden Gewalt korrekt sei. Aufgrund gegensätzlicher Expertenmeinungen und der Tatsache, dass die Verwendung des Fugen-s in der deutschen Orthografie nicht eindeutig geregelt ist, sondern vielfach dem regional unterschiedlichen Sprachgefühl folgt, hat man davon abgesehen, allein deswegen das Grundgesetz zu ändern. Die im Bundesgesetzblatt veröffentlichte Schreibweise mit Fugen-s ist also hinnehmbar, selbst wenn sie von einigen als falsch empfunden werden sollte. Die Schreibweisen verfassunggebenden Gewalt oder gar Verfassung gebenden Gewalt konnten sich bisher jedenfalls nicht durchsetzen.

## Historischer Wortlaut

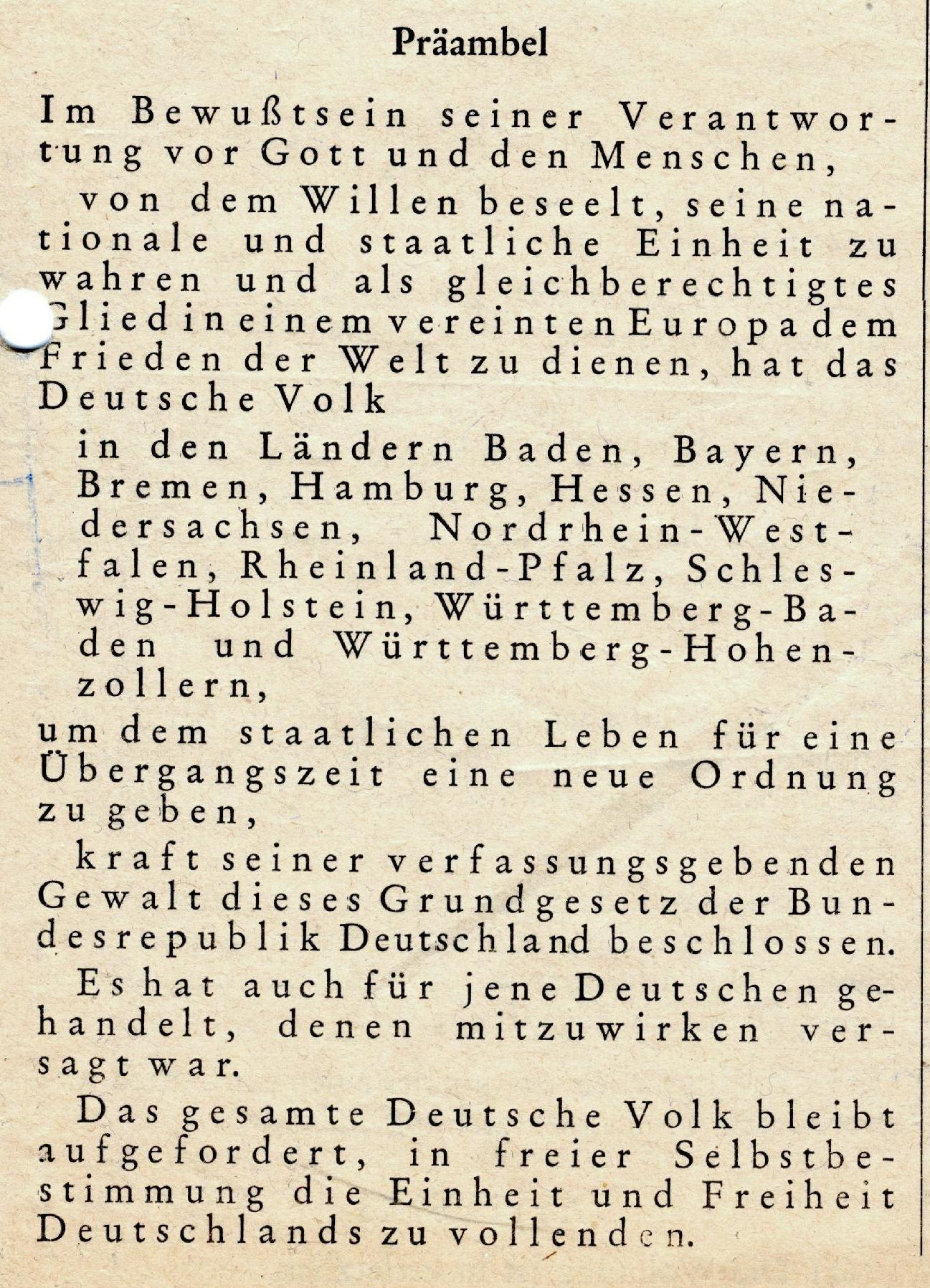
Präambel des Grundgesetzes für die Bundesrepublik Deutschland aus der ersten Ausgabe des Bundesgesetzblattes Teil I vom 23. Mai 1949

Die alte Präambel vom 23. Mai 1949 hatte folgenden Wortlaut:
von dem Willen beseelt, seine nationale und staatliche Einheit zu wahren und als gleichberechtigtes Glied in einem vereinten Europa dem Frieden der Welt zu dienen, hat das Deutsche Volk
in den Ländern Baden, Bayern, Bremen, Hamburg, Hessen, Niedersachsen, Nordrhein-Westfalen, Rheinland-Pfalz, Schleswig-Holstein, Württemberg-Baden und Württemberg-Hohenzollern,
um dem staatlichen Leben für eine Übergangszeit eine neue Ordnung zu geben,
kraft seiner verfassungsgebenden Gewalt dieses Grundgesetz der Bundesrepublik Deutschland beschlossen.
Es hat auch für jene Deutschen gehandelt, denen mitzuwirken versagt war.
Das gesamte Deutsche Volk bleibt aufgefordert, in freier Selbstbestimmung die Einheit und Freiheit Deutschlands zu vollenden.
In dieser ursprünglichen Präambel von 1949 sind noch die Länder Baden, Württemberg-Baden und Württemberg-Hohenzollern aufgeführt, die sich im Jahre 1952 zu Baden-Württemberg zusammenschlossen. Außerdem fehlt das Saarland, das nach Volksabstimmung 1955 über das Saarstatut erst am 1. Januar 1957 der Bundesrepublik beigetreten ist. Nicht erwähnt ist (West-)Berlin, das am Parlamentarischen Rat nur mit Abgeordneten ohne Stimmrecht hatte teilnehmen dürfen. Demgegenüber nannte Artikel 23 alter Fassung in seiner Aufzählung der Länder, in deren Gebiet das Grundgesetz zunächst gelte, auch Groß-Berlin (siehe auch Berlin-Frage).